# الحقيقة والمجاز
الحقيقة والمجاز في علم أصول الفقه نوعان متقابلان من الكلام، يبحث فيهما علم أصول الفقه باعتبارهما مما يتوصل به إلى الأدلة الشرعية، فهو لا يبحث في استعمالهما في اللغة عموما، بل يبحث في طرق استعمال الألفاظ للاستدلال المخصوص في تحصيل الأدلة الشرعية.
واختلف علماء الإسلام حول الحقيقة والمجاز إلى عدة أقوال:
- القول الأول: منع تقسيم الكلام إلى حقيقة ومجاز في القرآن واللغة العربية، وهو قول ابن تيمية وأبي إسحاق الإسفرائيني.
- القول الثاني: منع وجود المجاز في القرآن فقط مع وجوده في اللغة، وهو قول أبي الحسن الجزري وابن حامد وداود بن علي الظاهري وابنه أبو بكر بن داود الظاهري.

القول الثالث: وقوع المجاز في القرآن الكريم واللغة، وهو قول القاضي أبي يعلى وابن عقيل وأبي الخطاب.

## تعريف الحقيقة
الحقيقة هي: كل لفظ يستعمل فيما وضع له من غير نقل. وهي الأصل في الكلام وحدها بحسب الوضع اللغوي. وقد يكون للحقيقة مجاز مثل: البحر يطلق مجازا على الفرس والجواد والرجل العالم. وحقيقته الماء الكثير المجتمع. وكل ما ورد كذلك؛ حمل على حقيقته لا مجازه.

## تعريف المجاز
المجاز هو: ما نقل عما وضع له، لغة أو عرفا أو شرعا، وقل التخاطب به. وما من مجاز إلا وله حقيقة. إذ لا بد في المجاز من سبق استعمال أولا، ثم نقل ثانيا.

## المجاز في أصول الفقه
تستعمل كلمة مجاز في علم أصول الفقه لمعرفة الألفاظ المنقولة من استعمالها الحقيقي لمعنى يقصد به في الاستعمال غير معناه الحقيقي.
- بزيادة مثل قول الله تعالى: ﴿ليس كمثله شيء﴾. سورة الشورى آية: 11. والمعنى: ليس مثله، والكاف في القرآن تسمى: صلة.
- النقصان مثل قوله تعالى: ﴿واسأل القرية﴾ سورة يوسف آية: 82. تقديره: واسأل أهل القرية.
- التقديم والتأخير مثل: قول الله تعالى: ﴿والذي أخرج المرعى فجعله غثاء أحوى﴾ سورة الأعلى آية: 4. والمراد: أخرج المرعى أحوى فجعله غثاء، فقدم وأخر.
- الاستعارة مثل قول الله تعالى: ﴿جدارا يريد أن ينقض﴾ سورة الكهف آية: 78. فاستعار لفظ الإرادة.

## الخلاف حول الحقيقة والمجاز
اختلف علماء الإسلام في تقسيم الكلام إلى حقيقة ومجاز على ثلاثة أقوال، وهي:
- القول الأول: منع تقسيم الكلام إلى حقيقة ومجاز في القرآن واللغة العربية، وهو قول ابن تيمية وأبو إسحاق الإسفرائيني.
- القول الثاني: منع وجود المجاز في القرآن فقط مع وجوده في اللغة، وهو قول أبي الحسن الجزري وابن حامد وداود بن علي الظاهري وابنه أبي بكر.
- القول الثالث: وقوع المجاز في القرآن الكريم واللغة، وهو قول القاضي أبي يعلى وابن عقيل وأبي الخطاب.[2]

أقسام الحقيقة
- اللغوية: ما استعمل في موضوعه اللغوي.
- الشرعية: ما استعمل في موضوعه الشرعي.
- العرفية: ما استعمل في موضوعه العرفي.[3]

أقسام المجاز
- نقص: المثال: قوله تعالى: {وَاسْأَلِ الْقَرْيَةَ}[4] حذفت كلمة (أهل) للقرينة العقلية، فأصله: «واسأل أهل القرية».
- زيادة: المثال: قوله تعالى: {لَيْسَ كَمِثْلِهِ شَيْءٌ وَهُوَ السَّمِيعُ الْبَصِيرُ }[5] (فالكاف) زائدة لتأكيد النفي.
- نقل: المثال: الغائط؛ نقل من معناه: المنخفض من الأرض، إلى: الخارج من الدبر، وهو مجاز بالنقل.
- استعارة: المثال: قوله تعالى: { جِدَارًا يُرِيدُ أَنْ يَنْقَضَّ فَأَقَامَهُ قَالَ لَوْ شِئْتَ لَاتَّخَذْتَ عَلَيْهِ أَجْرًا } [6]، شبَّه الجدار بمن لديه إرادة،  وأنه يريد أن ينقض.[7]

أمثلة على المجاز في القرآن
- {وَاخْفِضْ لَهُمَا جَنَاحَ الذُّلِّ مِنَ الرَّحْمَةِ وَقُلْ رَبِّ ارْحَمْهُمَا كَمَا رَبَّيَانِي صَغِيرًا} [8]
- {وَاسْأَلِ الْقَرْيَةَ}
- {جِدَارًا يُرِيدُ أَنْ يَنْقَضَّ فَأَقَامَهُ قَالَ لَوْ شِئْتَ لَاتَّخَذْتَ عَلَيْهِ أَجْرًا }
- {وَجَزَاءُ سَيِّئَةٍ سَيِّئَةٌ مِثْلُهَا فَمَنْ عَفَا وَأَصْلَحَ فَأَجْرُهُ عَلَى اللَّهِ إِنَّهُ لَا يُحِبُّ الظَّالِمِينَ} [9]
- {أَوْ جَاءَ أَحَدٌ مِنْكُمْ مِنَ الْغَائِطِ} [10][11]

## الفرق بين الحقيقة والمجاز
هناك ضوابط لغوية يمكن للباحث في منهج أصول الفقه التعرف عليها، ومنها:
- التصريح بأنه مجاز وقد بين علماء اللغة مواضع المجاز في القرآن. وصنف أبو عبيدة كتاب «المجاز في القرآن».
- وصف الشيء بما يستحيل وجوده مثل قوله تعالى: «واسأل القرية»؛ فالقرية لا تسئل، والمعنى: واسأل أهل القرية.

## كتب ذات صلة
إشكالية الجمع بين الحقيقة والمَجاز في البيان القرآني، تأليف محمود توفيق سعد، مكتبة وهبة بالقاهرة.